# جوانا أنجيل
جوانا أنجيل (مواليد 1980) هي ممثلة إباحية ومخرجة أمريكية.

## الجوائز
فازت جوانا بعدة جوائز ودخلت ضمن قاعة مشاهير إيه في إن في 2016 وقاعة مشاهير إكس روكو في 2016 أيضاً.